# Tao (альбом)
Tao — альбом поп-співака Ріка Спрингфілда. Він був випущений у 1985 році лейблом RCA Records. CD версія була представлена у 1990 році.

## Список пісень
1. «Dance This World Away»
2. «Celebrate Youth»
3. «State of the Heart»
4. «Written in Rock»
5. «The Power of Love»
6. «Walking on the Edge»
7. «Walk Like a Man»
8. «The Tao of Heaven»
9. «Stranger in the House»
10. «My Father's Chair»

## Виробництво
З Tao Спрингфілд вирішив поекспериментувати з новою хвилею та синт-роком. В інтерв'ю 2012 року Спрингфілд зазначив: «Tao мав багато європейських впливів, і я, можливо, зайшов трохи занадто далеко в цьому напрямку. Продукція була більш орієнтована на Європу, з масивними синтезаторами, і цей матеріал насправді дуже добре продавався в Європі, особливо в Німеччині, „Celebrate Youth“ став хітом». Спрингфілд вважає «Tao» своїм найкращим альбомом на сьогодні. «У нас просто з'явилося багато нових ідей. Це, мабуть, той альбом, над яким я експериментував найбільше. Що б я не придумав, ми це спробували. Це було якраз тоді, коли семплинг тільки починався, ми дуже захопилися семплами барабанів. Але починали ми просто з DMX. Невелика драм-машина DMX, всі оригінальні барабанні доріжки були накладені на неї, а потім ми запускали інші семпли барабанів з неї. Він нарощувався трек за треком. Це все ще мій улюблений альбом». Спрингфілд згадує: «До 1984 року я перестав слухати американський рок. Насправді я все більше цікавився тим, що відбувається в інших видах музики, особливо з англійськими виконавцями».
В анотації до колекційного видання компакт-диску Тао Спрінгфілд коментує: «У той час я переживав глибоку депресію, яка тривала кілька років. Я був духовно загублений, і мені було важко впоратися з усім, що відбувалося. Навіть мій успіх завдавав мені болю. Я не міг змиритися з тим, що заробляю стільки грошей, в той час, як інші намагаються знайти дрібні гроші навіть на їжу. Це здавалося таким неправильним, але що я міг з цим вдіяти? На додачу до цього, у мене були реальні проблеми зі смертю мого батька. Все це означало, що я був у такому безладі, саме тому тексти на альбомі „Tao“, безумовно, найпохмуріші в моїй кар'єрі».

## Чарти
| Чарт (1985)                                  | Найвища позиція |
| -------------------------------------------- | --------------- |
| Australia Albums (Kent Music Report)         | 85              |
| Canadian Albums (RPM)                        | 50              |
| Нідерланди Dutch Albums (MegaCharts)         | 46              |
| Німеччина German Albums (Offizielle Top 100) | 5               |
| Норвегія Norwegian Albums (VG-lista)         | 11              |
| Швеція Swedish Albums (Sverigetopplistan)    | 5               |
| Швейцарія Swiss Albums (Schweizer Hitparade) | 7               |
| Велика Британія UK Albums (OCC)              | 68              |
| США Billboard 200                            | 21              |

| Чарт (1985)                        | Позиція |
| ---------------------------------- | ------- |
| German Albums (Offizielle Top 100) | 16      |
| US Billboard 200                   | 81      |

## Сертифікації
| Регіон                                             | Сертифікація | Продажі  |
| -------------------------------------------------- | ------------ | -------- |
| США (RIAA)                                         | Золотий      | 500 000^ |
| ^відвантаження, що базуються лише на сертифікаціях |              |          |